# جاون استد
جاون استد (انگلیسی: Jon Stead؛ زادهٔ ۷ آوریل ۱۹۸۳) یک بازیکن فوتبال اهل بریتانیا است که در پست مهاجم بازی می‌کرد.